# Liste de personnalités nées à Strasbourg
Pour un article plus général, voir Strasbourg.
Cette liste non exhaustive répertorie les personnalités nées à Strasbourg.

## Célèbres natifs de Strasbourg

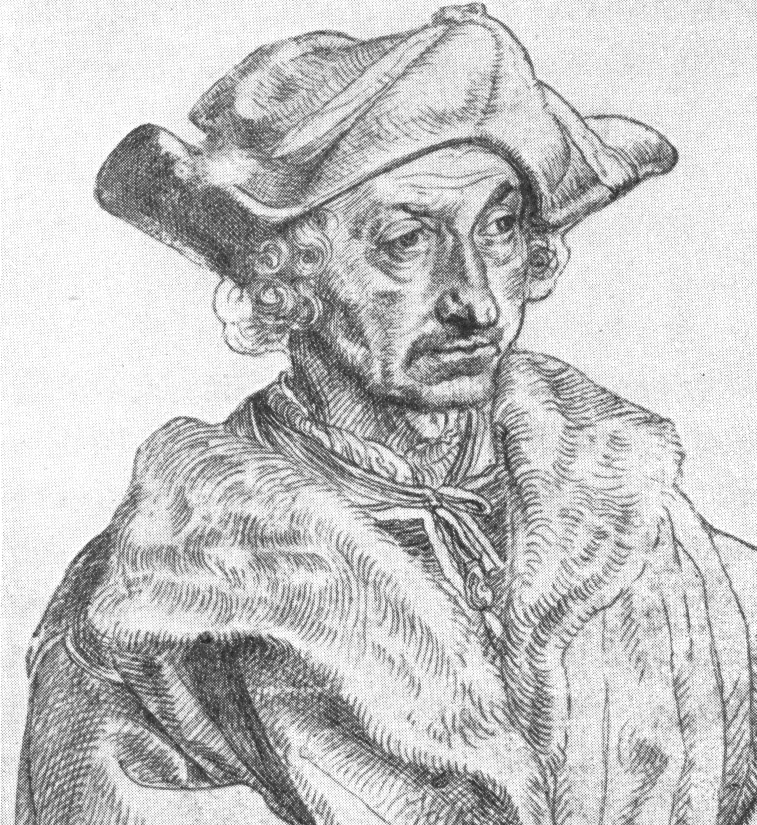
Sébastien Brant

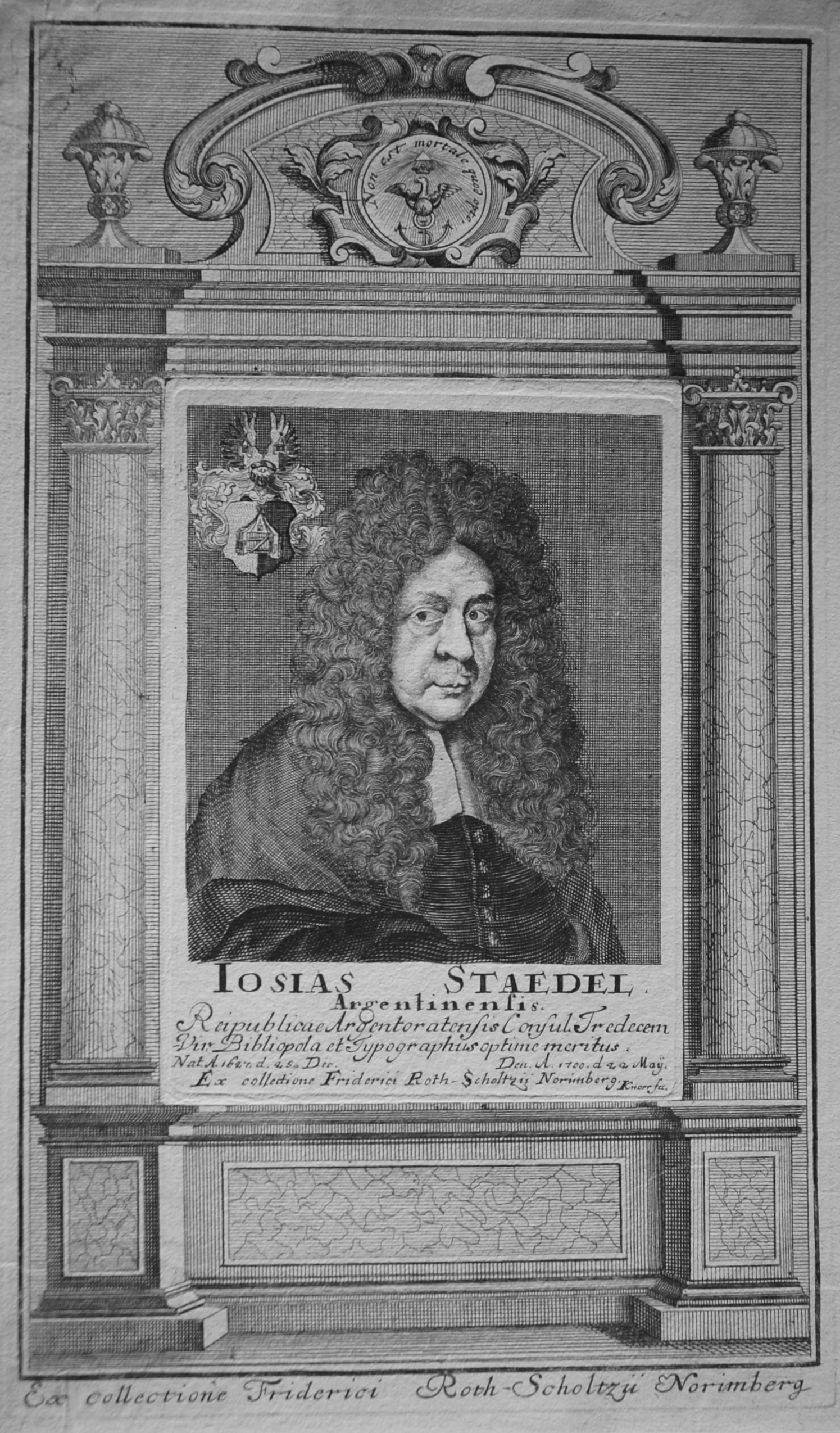
Josias Staedel

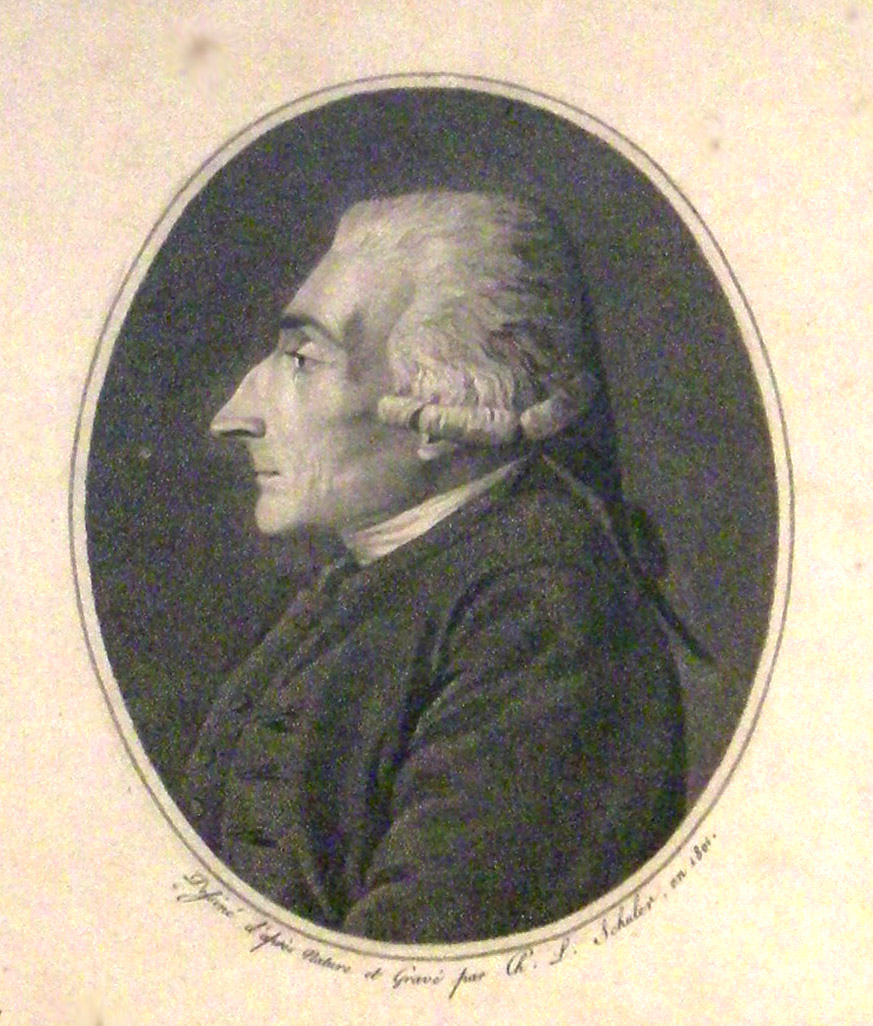
Jérémie-Jacques Oberlin

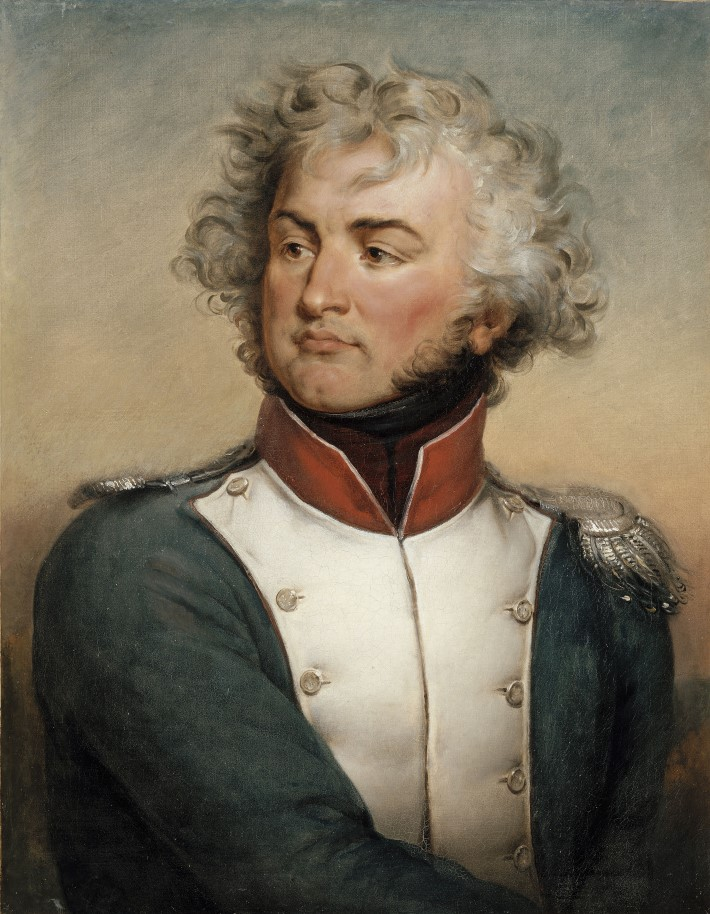
Jean-Baptiste Kléber

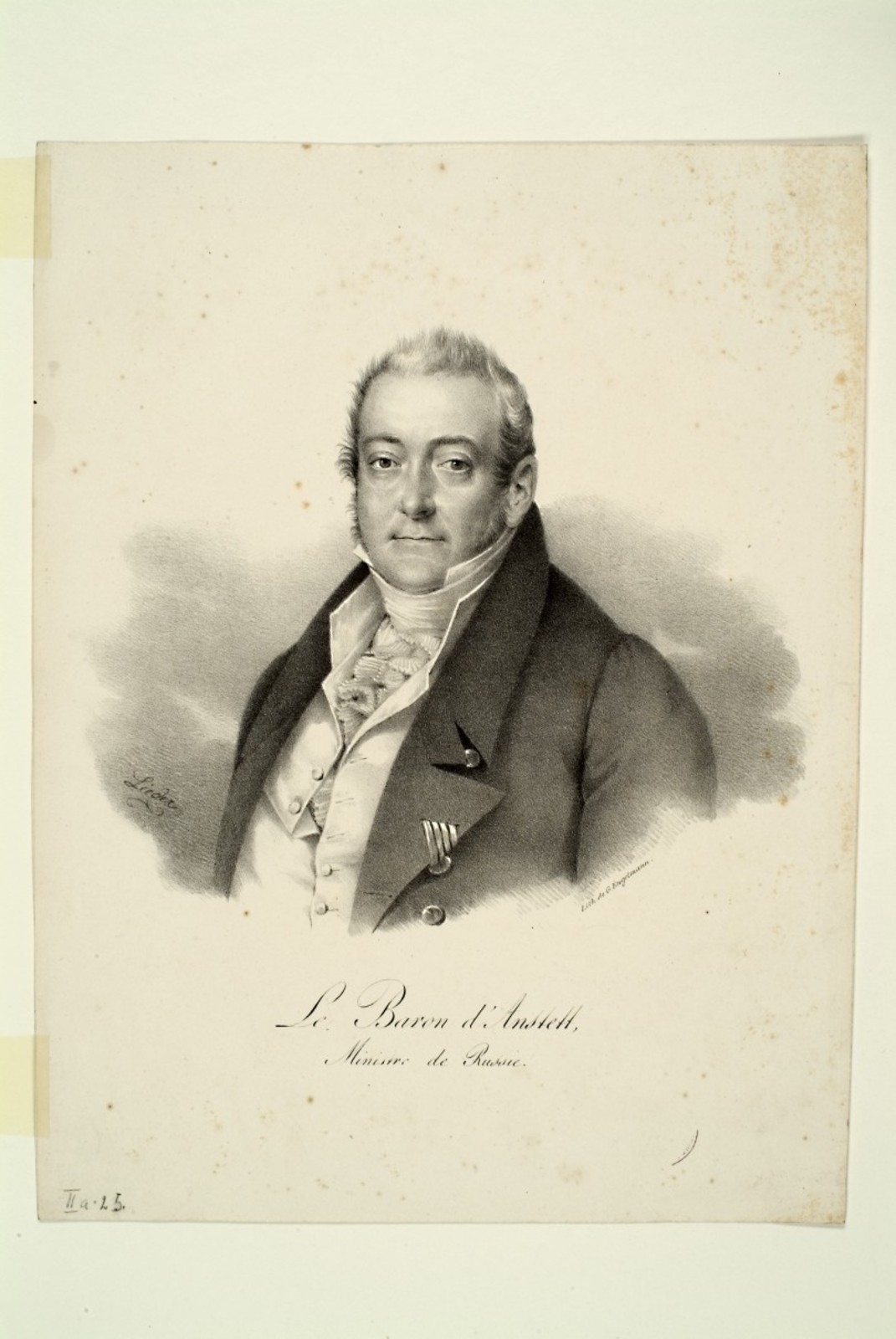
Johann Protasius von Anstett

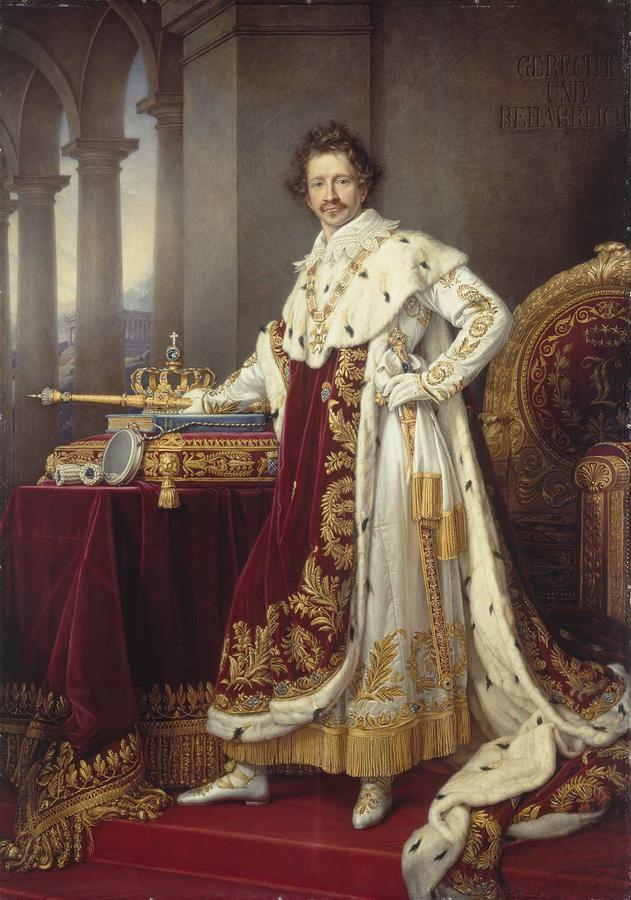
Louis Ier de Bavière

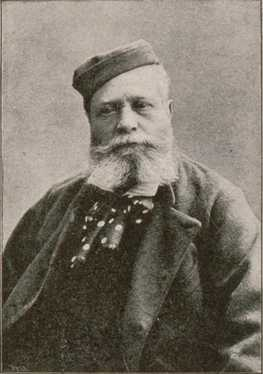
Louis Frédéric Schützenberger

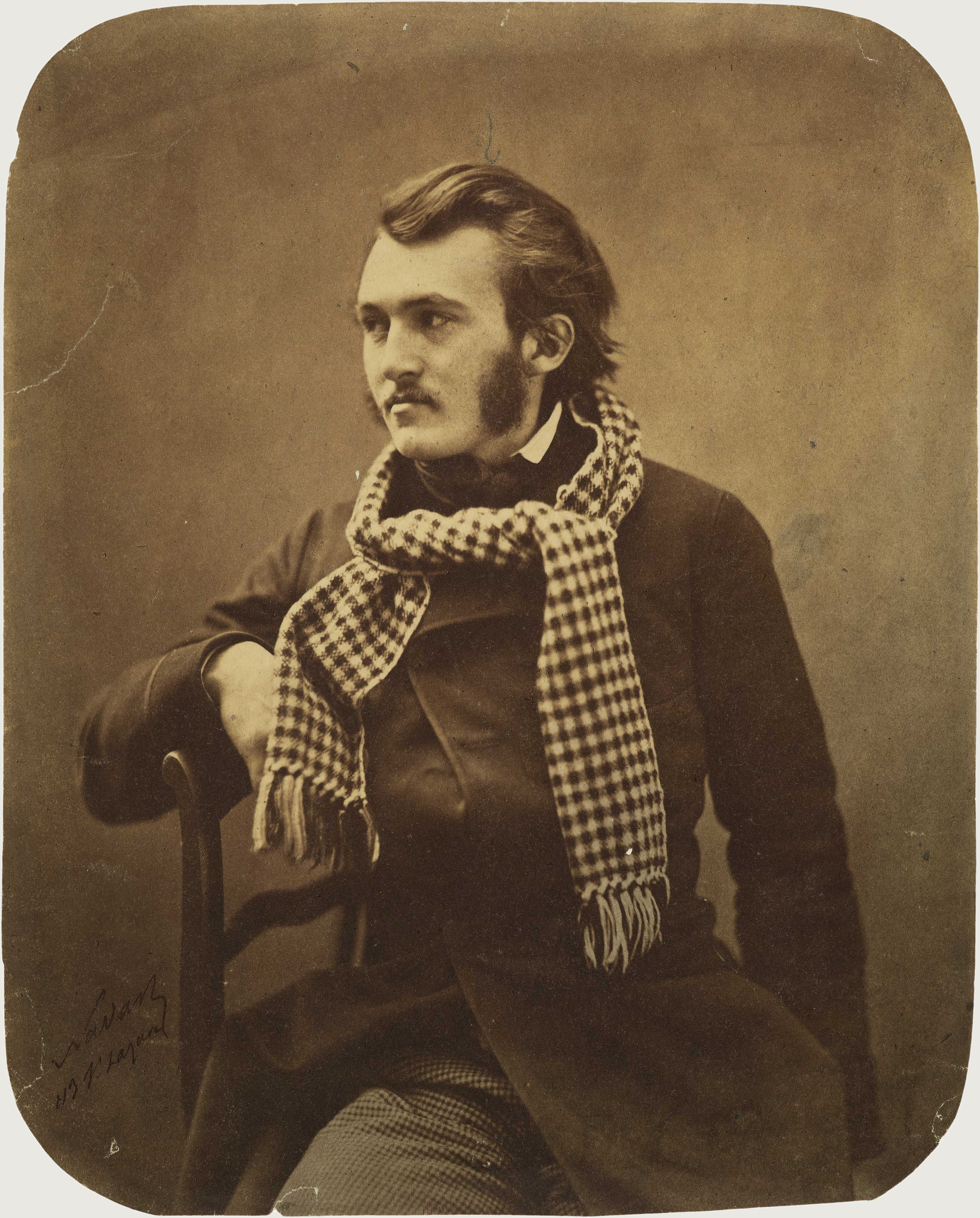
Gustave Doré

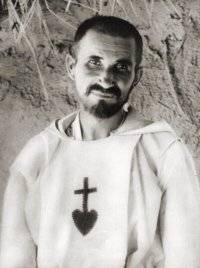
Charles de Foucauld

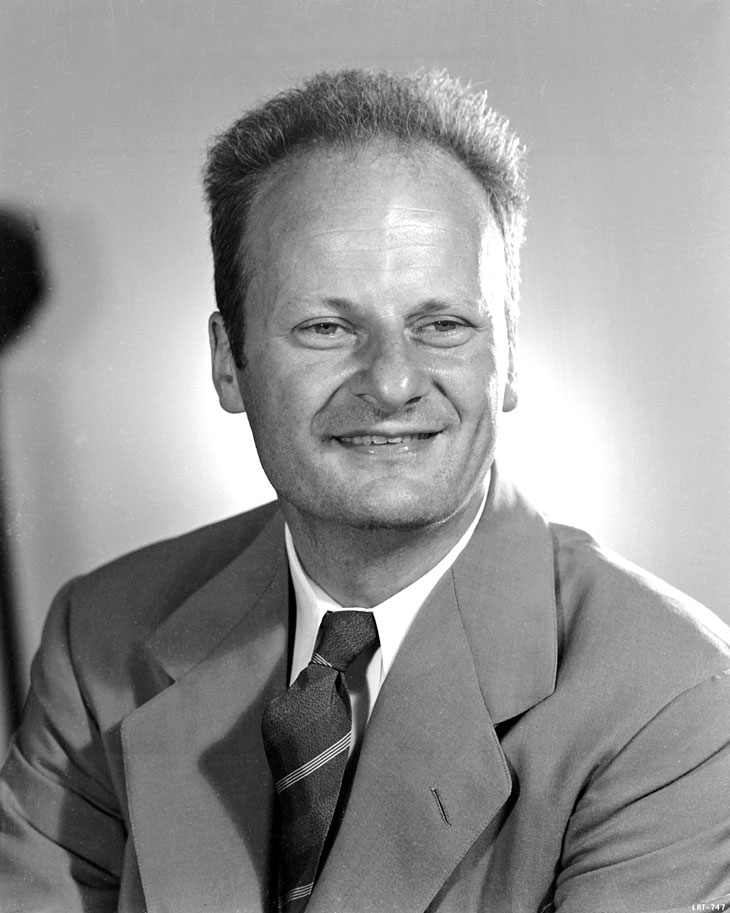
Hans Bethe

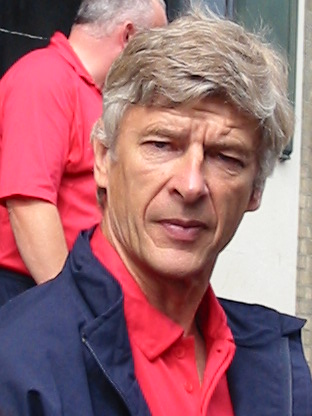
Arsène Wenger

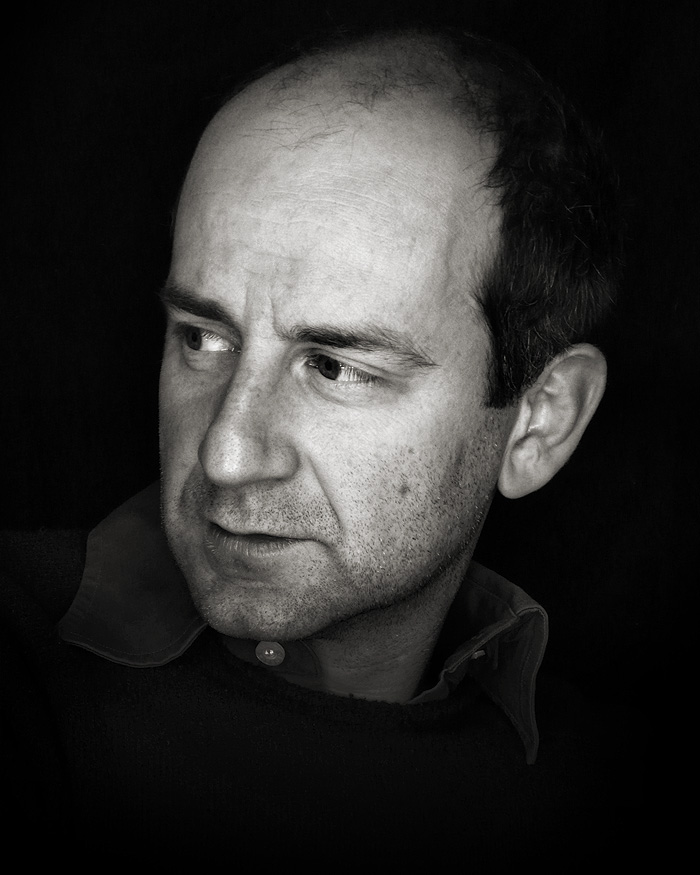
Blutch

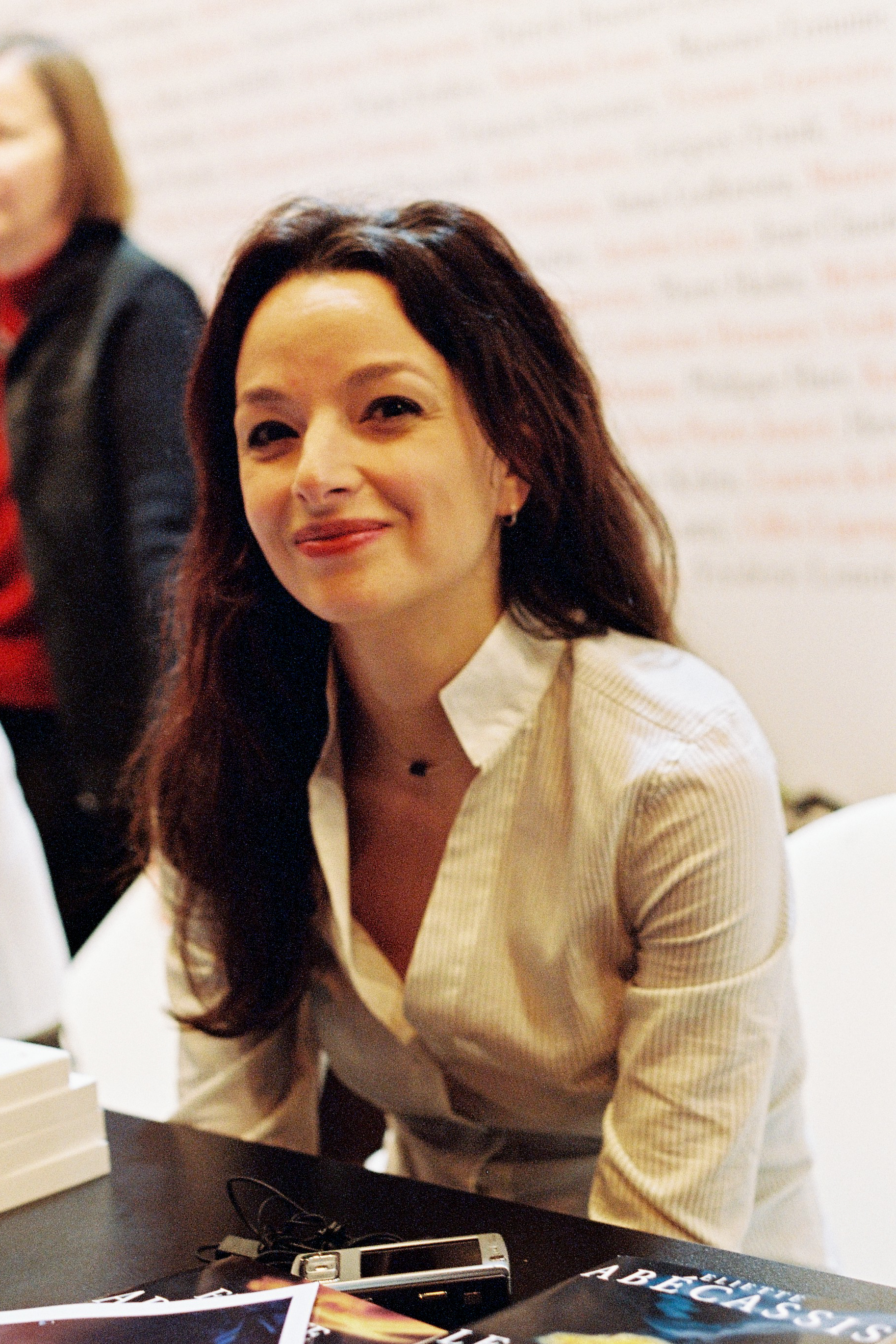
Éliette Abécassis

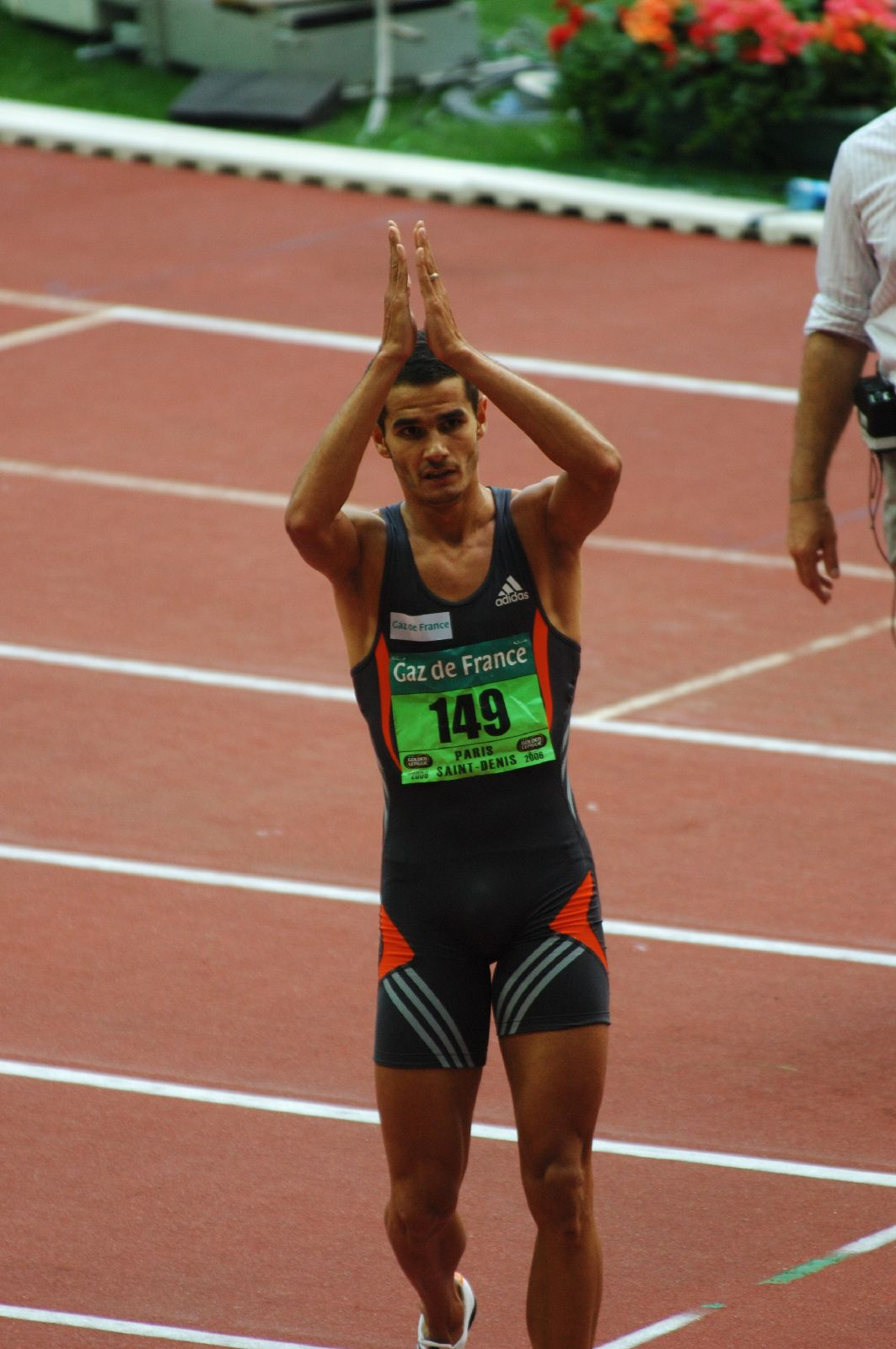
Mehdi Baala

### Moyen Âge
- Gottfried von Straßburg (XIIe siècle), poète allemand
- Jean Tauler, (né vers 1301-1361) mystique et théologien allemand
- Rulman Merswin (1307-1382), mystique rhénan
- Albert de Strasbourg (1350-1378) chanoine, chroniqueur
- Nicolas Kempf (1414-1497), moine chartreux
- Peter Hemmel von Andlau, (né vers 1420) artiste verrier

### Renaissance
- Hieronymus Brunschwig (vers 1450-vers 1512), médecin et chimiste
- Sébastien Brant (1457-1521), poète satirique et humaniste
- Ottmar Nachtgall (1480-1537), humaniste
- Jean II Weiditz, (né vers 1495-1500, mort vers 1536), dessinateur
- Jean Bader, (1487-1545) réformateur luthérien
- Jacques Sturm (1489-1553), homme politique et théologien réformateur
- Friedrich Hagenauer, sculpteur et médailleur
- Catherine Zell, (1497-1562), réformatrice et pamphlétaire
- Jacques Frey, (av. 1520-1562), écrivain
- Daniel Specklin, (av. 1536-1589), architecte
- Martin Montanus, (vers 1537), dramaturge

### Époque moderne
- Jean Fischart (1546-1591), écrivain de langue allemande
- Christophe Thomas Walliser (1568-1648), musicien et compositeur
- Hans Jacob Kristler (1592-1645), architecte actif en Suède, Russie et Livonie
- Sébastien Stoskopff (1597-1657), peintre
- Jean Georges Dorsch (1597-1659), théologien
- Jean-Philippe Abelin (né vers 1600, mort entre 1634 et 1637), historien
- Jean Bouman (1602-?), peintre
- Johann Walter (1604-?), peintre
- Johann Wilhelm Baur (1607-1642) peintre et graveur
- Paul Barbette (1620-1666), médecin
- Albrecht Kauw (1621-1681), peintre
- Josias Staedel I (1627-1700), imprimeur
- Daniel Harnister (1628-?), orfèvre
- Franciscus Reisseissen (1631-1710), six fois ammestre de Strasbourg
- Balthasar Bebel, (1632-1686), théologien
- Marc Mappus (1632-1701), Professeur de botanique et de pathologie médicale
- Jean Joachim Zentgraff, (1643-1707), théologien protestant
- Josias Staedel II (1651-1717), imprimeur
- Jean-Gaspard Eisenschmidt  (1656-1712) Mathématicien, astronome
- Jean Fréderic Oesinger (1658-1737) était en 1734 le 165e ammestre de Strasbourg
- Jean-Louis Imlin (1663-1720), orfèvre
- Jean-Georges Scherz (1678-1754), juriste, philologue, chanoine
- Jean-Jacques Sachs (1686-1762), professeur de médecine
- Johann Christof Freiherr von Bartenstein (de), (1689-1767), diplomate
- Jean-Louis Imlin (1694-1764), orfèvre
- Abraham Dürninger (1706-1773), commerçant et fondateur des entreprises économiques de l'Église morave
- Félix Le Royer de La Sauvagère (1707-1782), colonel-directeur du génie, historien...
- Jean-André Silbermann (1712-1783), facteur d’orgues, membre de la dynastie des Silbermann
- Jean Georges Pick (1714-1795), orfèvre
- Jean Chrétien Treitlinger (1717-1792), professeur de droit et chanoine
- * Frédéric De Baer (1719-1797), théologien et historien, chapelain de la chapelle suédoise de Paris.
- Jean Frédéric Baer (1721-1795), orfèvre strasbourgeois
- Henriette Karoline von Pfalz-Zweibrücken, (1721-1774), princesse palatine
- Jacob Reinbold Spielmann (1722-1723), chimiste, pharmacien, médecin
- Jean-Louis Imlin (1722-1768), orfèvre
- Jean Frédéric Fritz (1723-1780), orfèvre
- Jean-Jérémie Brackenhoffer (1723-1789), professeur de mathématiques et doyen du chapitre de Saint-Thomas
- Jean-Louis Lombard, (1723-1794), savant, professeur de mathématiques et écrivain
- Dagobert Sigmund von Wurmser, (1724-1797), militaire
- Friedrich Ring (1726-1809), intellectuel allemand.
- Georges Frédéric Imlin (1727-1782), orfèvre
- Richard François Philippe Brunck (1729-1803), helléniste et traducteur
- Jean-Jacques Kirstein (1733-1816), orfèvre
- Georges Frédéric Hubmeyer (1734-1798), orfèvre, né et mort à Strasbourg.
- François-Christophe Kellermann (1735-1820), maréchal d'empire
- Jérémie Jacques Oberlin (1735-1806), philologue et archéologue
- Louis-Henri Nicolay (1737-), poète, conseiller d’état et président de l'académie des sciences à Saint-Pétersbourg
- Jean Étienne François Monter (1738-1811), général de brigade de la Révolution française, né à Strasbourg.
- Philippe-Jacques de Loutherbourg dit « Le Jeune » (1740-1812), peintre anglais d'origine française
- Jean-Daniel Heimlich (1740-1796?), peintre et graveur
- Jean-Frédéric Oberlin (1740-1826), pasteur et philanthrope, frère de Jérémie Jacques
- Jean-Benoît Schérer (1741-1824), historien et diplomate français ;
- Jacques Hatry (1742-1802), général en chef de l'armée de Mayence
- Jean-Jacques Sorg (1743-1821), peintre et décorateur
- Heinrich Leopold Wagner (1747-1779), écrivain
- Philippe-Frédéric de Dietrich (1748-1793), scientifique et maire de Strasbourg
- Jean-Frédéric Edelmann, (1749-1794), compositeur
- Jean-Gotthard Grimmer (1749-1820), homme politique
- Johan Peter Rottler (1749-1836), missionnaire et botaniste
- Dominique Lamiral (1751-1800), agent commercial français actif au Sénégal
- Isaac Haffner (1751-1831), théologien luthérien
- Jean-Frédéric Simon (1751-1829), pédagogue, imprimeur et commissaire national du pouvoir exécutif pour Mayence et les pays du Rhin
- Philippe-André Grandidier 1752-1787 prêtre, historien et protégé du cardinal Rohan
- Jean-Baptiste Kléber (1753-1800), général de division de la Révolution française
- Franz Heinrich Ziegenhagen (de), (1753-1806), utopiste social
- Jean-François Barbier (1754-1828), général français de la révolution et de l'Empire, né et mort à Strasbourg.
- Mathias Engel (1755-1811), pasteur et révolutionnaire
- Antoinette Saint-Huberty (1756-1812), cantatrice
- Nicolas-Joseph Hüllmandel (1756-1823), musicien, compositeur et professeur
- Anton Will (de) (1756-1827), vétérinaire
- François Daniel Imlin (1757-1827), orfèvre
- Charles Christian Gambs (1759-1822), pasteur
- François Andrieux (1759-1833), avocat, poète et auteur dramatique

### XIXesiècle
- Christian Kramp (1760-1826), mathématicien
- Marie Tussaud (1761-1850), créatrice du musée de cire Madame Tussauds à Londres
- Jacques Frédéric Kirstein (1765-1838), orfèvre
- Jean-Baptiste Olivier (1765-1813), général français de la Révolution et de l'Empire, né à Strasbourg et mort en service à Witternesse (Pas-de-Calais).
- Johann Protasius von Anstett (1766-1835), officier puis diplomate au service de la Russie, il a participé à la rédaction et à la mise en place du traité de Kalisz, et du traité de Reichenbach en 1813, puis consul général à Prague.
- Alexandre-Antoine Hureau de Sénarmont (1769-1810), général français de la Révolution et de l'Empire, tombé au champ d'honneur à Cadix.
- Jean Louis Buttner (1769-1840), orfèvre
- François Henri Redslob (1770-1834), théologien protestant
- Louis Jacques de Coehorn(1771-1813), général français de la Révolution et de l'Empire, mort le 29 octobre 1813 des suites de sa blessure reçue lors de la bataille de Leipzig.
- Germain Charpentier (1771-1860), militaire
- Louis-Claude Chouard (1771-1843), militaire
- Jean-Marie Le Barbier de Tinan (1771-1831), intendant militaire
- Charles-Joseph Christiani (1772-1840), militaire
- François-Daniel Reisseissen (1773-1828), médecin
- Chrétien Henri Schaeffer (1774-1842), général français de la Révolution et de l'Empire, né et mort à Strasbourg.
- Jean Ernest de Beurmann (1775-1850), général français de la Révolution et de l'Empire, né à Strasbourg et mort à Toulon.
- Jean-Baptiste Schwilgué (1776-1856), horloger
- Samson Cerfberr de Medelsheim (1778-1826), aventurier, militaire et homme de lettres,
- Louis Michel Pac (1778-1835), comte de Gozdawa, général polonais servant sous l'Empire, né à Strasbourg, mort à Smyrne (Empire ottoman).
- Johann-Georg-Daniel Arnold (1780-1829), juriste et homme de lettres
- Jean-Georges Humann (1780-1842), ministre des finances sous Louis-Philippe Ier
- Charles Hatry (1781-1813), militaire
- Charlotte Engelhardt (1781-1864), auteur dramatique et poète
- Emmanuel Frédéric Imlin (1782-1831), orfèvre et dessinateur
- Jacques Rauter (1784-1854), député
- Louis Ier de Bavière (1786-1868), roi
- Frédéric Guillaume Edel (1787-1866), pasteur et érudit français
- Auguste Hatry (1788-1863), général
- Camille Pleyel (1792-1855), musicien et fabricant de pianos
- Charles Oesinger (1794-1864), député du Bas-Rhin
- Jean Nicolas Karth (1795-1878), peintre
- Jacques Timothée Dürr (1796-1876), pasteur
- Frédéric Engelhardt (1796-1874), homme politique
- Georges Schützenberger (1799-1859), homme politique
- Joseph Deharbe (1800-1871), prêtre jésuite, auteur d'un catéchisme en langue allemande
- Frédéric Piton (1800-1879), libraire, éditeur, bibliothécaire
- Louis Spach (1800-1879), archiviste départemental
- Jean Henri Schnitzler (1802-1871), historien et statisticien
- Charles Kestner (1803-1870), chimiste, industriel et homme politique
- Paul Gloxin (1804-1870), homme politique
- Édouard Eissen (1805-1875), médecin et préfet intérimaire
- Louis de Pourcet de Sahune (1807-1893), député
- Charles Schützenberger (1809-1881), médecin
- Jules Sengenwald (1809-1891), président de la Chambre de commerce
- Louis Roederer (1809-1870), empereur du vin de Champagne
- Jean-Georges Kastner (1810-1867), compositeur et musicien français
- Benjamin Netter (1811-1881), peintre
- Édouard Cunitz (1812-1886), théologien protestant
- Ferdinand Braun (1812-1854), poète, écrivain, critique musical et professeur d'allemand français
- Frédéric-Guillaume Bergmann (1812-1887), philologue français naturalisé allemand
- Gustave Adolphe Kirstein (1812-1878), peintre
- Louis Schneegans (1812-1858), historien et archiviste
- Jacques Baquol (1813-1856), historien
- Auguste Steinheil (1814-1885), peintre
- Émile Boeswillwald (1815-1896), architecte
- Eugène Petitville (1815-1869), peintre et dessinateur
- Charles Gerhardt (1816-1856), chimiste, « inventeur » de l'aspirine.
- Charles Frédéric Schneegans (1822-1890), directeur du Gymnase Jean-Sturm.
- Hippolyte Pradelles (1824-1913), peintre
- Jean Geoffroy Conrath (1824-1892), architecte
- Louis Frédéric Schützenberger (1825-1903), peintre
- Jules Holtzapffel (1826-1866), peintre
- Joseph Wencker (1828-1919), peintre
- Alfred Touchemolin (1829-1907), peintre, dessinateur et graveur
- Auguste Laugel (1830-1914), ingénieur, historien et philosophe
- Eugène Boeckel (1831-1900, chirurgien, professeur de médecine
- Gustave Doré (1832-1883), peintre
- Charles Friedel (1832-1899), chimiste et minéralogiste
- Frédéric Lichtenberger (1832-1899), théologien et pasteur
- François-Émile Ehrmann (1833-1910), peintre
- Eugène Ensfelder (1836-1876), peintre
- Élise Gérold (1836-1912), graveuse
- Émile Schweitzer (1837-1903), peintre
- Émile Waldteufel (1837-1915), compositeur
- Gustave Keller (1838-1910), chanoine et historien
- Édouard Roederer (1838-1899), architecte
- Fernand de Dartein (1838-1912), ingénieur des Ponts et Chaussées, peintre
- Auguste Munch (1839-1890), imprimeur-lithographe
- Émile Beringer (1840-1881), ingénieur et explorateur, né à Strasbourg
- Gustave Adolphe Gerhardt (1843-1921), architecte
- Ernest May (1845-1925), banquier et collectionneur
- Louis Stienne (1845-1908), sculpteur
- Gustave Fischbach (1847-1897), journaliste et homme politique
- Léopold Émile Aron (1849-1905), escroc
- Alfred Morel-Fatio (1850-1924), philologue, romaniste et hispaniste
- Alfred Boegner (1851-1912), pasteur protestant
- Paul Friesé (1851-1917), architecte
- Émile Zimmer (1851-1925), militaire
- Frédéric Kastner, (1852-1882), physicien
- Louis Leblois (1854-1928), avocat
- Paul Appell (1855-1930), mathématicien
- Charles de Foucauld (1858-1916), religieux et saint
- Marie Joseph Erb (1858-1944), compositeur
- Maurice Schwob (1859-1928), homme de presse
- Raymond Carré de Malberg (1861-1935), juriste
- Émile Georges Weiss (1861-19?), peintre
- Hugo Becker (1863-1941), violoncelliste et pédagogue
- Léon Hornecker (1864-1924), peintre
- Adolphe Horsch (1864-1937), dramaturge, metteur en scène et acteur
- Henriette Kosmann-Sichel (1866-1926), peintre française
- Alfred Marzolff (1867-1936), sculpteur
- Édouard Schneegans (1867-1942), philologue et universitaire strasbourgeois
- Jules Gay (1867-1935), historien, romancier et essayiste
- Ferdinand Bastian (1868-1944), poète et dramaturge
- André Lichtenberger (1870-1940), romancier et sociologue
- Charles Scheer (1870-1936), pasteur et député
- Lucien Blumer (1871-1947), peintre
- Georges Delahache (1872-1929), homme de lettres, historien et archiviste
- Heinrich Emil Timerding (1873-1945) Mathématicien
- Paul Braunagel (1873-1954), peintre
- Max Looff (1874-1954), officier de marine de la Première Guerre mondiale
- Otto Michaelis (1875-1949), théologien protestant
- Georges Ritleng (1875-1972), peintre et graveur
- Karl Wendling (1875-?), musicien
- Eugène Koessler (1876-1935), professeur agrégé d'université spécialisé en langue allemande
- Henri Beecke (1877-1954), artiste-peintre
- Otto Leiber (1878-1958), peintre et sculpteur
- Émile Mathis (1880-1956), constructeur automobile, fondateur de la marque Mathis
- Charles Bartholmé (1881-1962), pasteur et président de l'ECAL
- Elly Heuss-Knapp (1881-1952), écrivain et femme politique, épouse de Theodor Heuss premier président de la République fédérale d'Allemagne
- Elsa Koeberlé (1881-1950), poétesse et peintre
- Louis-Philippe Kamm (1882-1959), artiste peintre
- Elisabeth Abegg (1882-1974), pédagogue
- Georges Weill (1882-1970), homme politique
- Jacques Gachot (1885-1954), peintre
- Wolfgang Windelband (1886-?), historien
- Jean Arp (1886-1966), artiste
- Marc Lucius (1888-1962), secrétaire général de la Chambre de commerce et d’industrie de Strasbourg et président du Comité des armateurs français du Rhin.
- Paul Welsch (1889-1954), peintre
- Robert Falbisaner (1889-1957), résistant français pendant la Seconde Guerre mondiale. Il est responsable du secteur Strasbourg-ville au sein de l'organisation clandestine du docteur Bareiss.
- Walter Krüger (1890-1945), SS-Obergruppenführer, General der Waffen-SS.
- Hilla de Rebay (1890-1967), peintre
- Charles Münch (1891-1968), chef d'orchestre
- Charles Elsaesser (1891-1965), homme politique
- Robert Fleig (1983-1944), résistant ayant permis à la 2e DB de franchir les défenses allemandes de Strasbourg.
- Dorette Muller (1894-1975), artiste peintre et affichiste
- Théodore Ungerer (1894-1935), horloger
- Smilo von Lüttwitz (1895-1975), général de la Wehrmacht, puis de la Bundeswehr
- Marcelle Cahn (1895-1981), artiste peintre
- Hans-Georg von Friedeburg (1895-1945), amiral, commandant en chef de la Kriegsmarine en 1945, cosignataire des actes de capitulation des armées allemandes.
- Rudolf Schwarz (1897-1961), architecte
- Camille Ruff (1898-1942), résistant, président du « Boxer-Club » de Strasbourg. Il développe la résistance au sein des clubs canins de la ville.
- Claude F. A. Schaeffer (1898-1982, archéologue

### XXesiècle
- Jacqueline Rau (1901-1994), photographe
- Oscar Cullmann (1902-1999], théologien luthérien
- René Hetzel (1902-1972), sculpteur
- Eugène Henri Cordier (1903-2001), photographe
- René Brecheisen (1904-1945), restaurateur et résistant français à Strasbourg, fondateur d'un réseau de passeur.
- Ernest Romens (1904-1954), athlète de marche
- Germaine Hoerner (1905-1972), soprano
- Marthe Ruhlmann (1905-1983), artiste-peintre
- François Wendel (1905-1972), historien et théologien protestant
- Hans Bethe (1906 - 2005) physicien, prix Nobel en 1967
- Hans-Otto Meissner (1909-1992), écrivain
- Charles Muller (1909-2015), linguiste
- Jules Ruhfel (1909-1944), résistant français en Dordogne pendant la Seconde Guerre mondiale.
- Max Bense (1910-1990), philosophe
- Pierre-Paul Ulmer (1911-1953), responsable des Parachutages pour la résistance en zone sud, Compagnon de la Libération[1]
- Jean-Pierre Lévy (1911-1996), alias « Gilles », cofondateur du mouvement Franc-Tireur, Compagnon de la Libération<
- Jean-Paul de Dadelsen (1913-1957), poète
- Michel Kauffmann (1914-1987), homme politique
- Alice Gillig née Daul (1916-2011), résistante membre du réseau d'évasion l'Equipe Pur Sang pendant la Seconde Guerre mondiale.
- Albert Greiner (1918-2013), pasteur et théologien
- Paul Batiment (1920-1944), lieutenant au Régiment de marche du Tchad, Mort pour la France le 1er novembre 1944 à Baccarat
- Rodolphe Jaeger (1920-1944), sous-officier du 501e RCC, Compagnon de la Libération, Mort pour la France  le 15 septembre 1944 à Dombrot-le-Sec
- Émile Hincker (1920-1996), médecin et résistant français pendant la Seconde Guerre mondiale.
- Victor Beyer (1920-2017), historien de l'art et conservateur de musées
- Camille Claus (1920-2005), peintre
- Thérèse Klipffel (1920-2006), pasteure protestante
- Raoul Clainchard (1920-1945), résistant français pendant la Seconde Guerre mondiale.
- Bernard Metz (1920-2009), résistant, médecin et physiologiste, spécialiste de bioclimatologie et d'ergonomie.
- Paulette Falbisaner (1921-1997), résistante pendant la Seconde Guerre mondiale.
- Arnauld Haudry de Soucy (1921-1994), officier au Régiment de marche du Tchad, Compagnon de la Libération
- Jacques Martin (1921-2010), auteur de bandes dessinées
- André Bricka (1922-1999), artiste-peintre
- Lily Greiner (1923-2012), conservatrice de bibliothèques
- Marcel Marceau (1923-2007), mime
- Évelyne Pinard-Osterhold (1923-), athlète, lanceuse de javelot
- Marcel Rudloff (1923-1996), homme politique
- Germain Muller (1923-1994), auteur, acteur et homme politique
- Marcel Weinum (1924-1942), adolescent fondateur du groupe de résistance la Main noire à Strasbourg pendant le Seconde Guerre mondiale.
- Gilbert May (1925-2013), déporté-résistant
- Xavier Nicole, (1925-1990), adolescent résistant agent de liaison entre les groupes Feuille de Lierre et la Main noire pendant la Seconde Guerre mondiale.
- Pierre Lenhardt (1927-), prêtre et théologien catholique
- Claude Rich (1929-2017), acteur
- Tomi Ungerer (1931-2019), auteur-illustrateur, caricaturiste
- Marc Gilbert (1934-1982), journaliste et producteur
- Francette Vernillat (1937-), actrice
- Liliane Ackermann (1938-2007), scientifique, écrivaine et conférencière
- Joe Frank, né Joseph Langermann, animateur de radio, acteur américain d'origine française.
- Martine Aurillac (1939-), femme politique, député et ancien maire du 7e arrondissement de Paris
- René Egles (1939-), auteur-compositeur-interprète
- Jean-Paul Heider (1939-), député européen
- Robert Grossmann (1940-), homme politique, fondateur de l'UJP, ancien président de la Communauté urbaine de Strasbourg
- Gilbert Gress (1941-), entraîneur de football
- Freddy Ruhlmann (1941-2004), artiste
- Bob Wollek (1943-2001), coureur automobile
- Herbert Léonard (1945-), chanteur
- Jacques Baudou (1946-), éditeur, critique littéraire et essayiste, spécialiste du roman policier et de la fiction policière
- Joseph Daul (1947-), homme politique
- Christian Dingler (1947-), chanteur et compositeur
- Freddy Sarg (1948-), pasteur, écrivain et ethnologue
- Dominique Schneider dit Dominique Labauvie (1948-), artiste sculpteur
- Francis Wurtz (1948), homme politique
- Roland Marx (1949-), écrivain
- Arsène Wenger (1949-), entraîneur de football
- Jean-Marie Bockel (1950), homme politique, sénateur, ancien maire de Mulhouse et ancien ministre
- Catherine Trautmann (1951-), femme politique, ancien maire de Strasbourg et ancien ministre
- Christian Meyer (1952-), musicologue
- Thierry Bisch (1953-), artiste
- Françoise Urban-Menninger (1953-), nouvelliste, poète
- Erik Izraelewicz (1954-2012), journaliste
- Jacques Rebillard (1954-), homme politique
- Christian Albecker (1955-), président de l'Union des Églises protestantes d'Alsace et de Lorraine en 2014
- Christian Gachet (1959-), médecin et chercheur français en hématologie.
- Alain Weill (1961-), homme d'affaires
- Emmanuel Villaume (1964 -), chef d'orchestre
- Dominique Gonzalez-Foerster (1965-), artiste
- Blutch (1967-), auteur de bandes dessinées
- Christian Voltz (1967-), artiste plasticien et auteur jeunesse
- José Cobos (1968-), footballeur
- Laurence Heydel Grillere (1968-), députée de l'Ardèche
- Éliette Abécassis (1969-), écrivain
- Yvon Riemer (1970-), lutteur
- Yann Wehrling (1971-), dessinateur, homme politique écologiste
- Elif Şafak (1971-), écrivain (en)
- Myriam Mechita (1974-), artiste plasticienne
- Salomé Haller (1975-), soprano
- Valérien Ismaël, (1975-), footballeur
- Armando Teixeira, (1976-), footballeur
- Mehdi Baala (1978-), athlète
- Alex Lutz (1978-), comédien, metteur en scène
- André Schneider (1978-), comédien, écrivain allemand
- Julien Schell (1979-), pilote automobile
- Paul-Henri Mathieu (1982-), joueur de tennis
- Vincent Anstett (1982-), escrimeur (sabreur) membre de l'équipe de France championne du monde 2006.
- Pio Marmai (1984-), acteur
- Matthieu Totta alias M. Pokora (1985-), chanteur
- Mathieu Ducellier, 21 juin 1987, tireur sportif
- Candice Didier (1988-), patineuse artistique
- Corentin Bémol (1996-), Journaliste
- Larry  10 février 1998 Rappeur